# Тіґасакі (Канаґава)

35°20′2″ пн. ш. 139°24′17″ сх. д. / 35.33389° пн. ш. 139.40472° сх. д.
Тіґаса́кі (яп. 茅ヶ崎市, ちがさきし, МФА: [t͡ɕigasakʲi̥ ɕi]) — місто в Японії, в префектурі Канаґава.

## Короткі відомості
Розташоване в південній частині префектури, на березі Саґамської затоки. Виникло на основі сільських поселень раннього нового часу. Отримало статус міста 1947 року. Основою економіки є рибальство, суднобудування, комерція. Станом на 1 квітня 2009 площа міста становила 35,71 км². Станом на 1 липня 2011 населення міста становило 235 643 осіб.

## Міста-побратими
- Окадзакі, Японія (1983)